# Friedrich-Wilhelm-Lübke-Koog
Friedrich-Wilhelm-Lübke-Koog est une commune de l'arrondissement de Frise-du-Nord, Land de Schleswig-Holstein.

## Histoire
Friedrich-Wilhelm-Lübke-Koog est le dernier polder ("koog" en allemand) de Schleswig-Holstein, construit à partir de terre-pleins. Hauke-Haien-Koog (de) et Beltringharder Koog (de) sont laissés en chantier lorsqu'on se décide à protéger le littoral.
La remise en état du polder avec une digue longue de 8,5 km est le plus grand projet de digue de l'après-guerre dans le Land. Avec le déplacement de nombreuses personnes réfugiées, on relance le Programm Nord (de). On nomme le présent polder du nom de Friedrich Wilhelm Lübke (de), le ministre-président de Schleswig-Holstein de 1951 à 1954.
Pour la première fois, une digue est bâtie de telle sorte qu'il n'y ait pas de vasière. Le chantier emploie un millier de travailleurs. Dans la nuit du 16 au 17 septembre 1954, une onde de tempête détruit une grande partie du pont de la digue et emporte de grandes quantités de matériaux de construction. La situation est critique, car la digue doit être terminée avant les tempêtes d'automne et d'hiver afin d'éviter encore plus de dégâts.
Après que la digue est terminée le 21 octobre 1954, le Land finance l'assèchement et le développement du territoire. Les installations sont 41 exploitations, une école et un restaurant-épicerie. Les premiers habitants s'installent en 1958, tous des réfugiés des pays de l'Est.
Aujourd'hui, l'école n'existe plus, certaines exploitations sont tenues par la troisième génération d'habitants. Une activité importante est l'énergie éolienne.

## Source, notes et références
- (de) Cet article est partiellement ou en totalité issu de l’article de Wikipédia en allemand intitulé « Friedrich-Wilhelm-Lübke-Koog » (voir la liste des auteurs).